# Driewaardige logica
In de driewaardige logica bestaat naast de mogelijke waarden 'waar' (true) en 'onwaar' (false) ook de mogelijkheid 'onbekend' (unknown).
In databanksystemen moet met deze logica rekening gehouden worden, vanwege van het voorkomen van expliciet lege velden die de "waarde" null bevatten.

## Driewaardige rekenregels
| A | B | A OR B | A AND B | NOT A |
| - | - | ------ | ------- | ----- |
| T | T | T      | T       | F     |
| T | U | T      | U       | F     |
| T | F | T      | F       | F     |
| U | T | T      | U       | U     |
| U | U | U      | U       | U     |
| U | F | U      | F       | U     |
| F | T | T      | F       | T     |
| F | U | U      | F       | T     |
| F | F | F      | F       | T     |